# 이베타 라디초바
이베타 라디초바(슬로바키아어: Iveta Radičová, 1956년 12월 7일 ~ )는 슬로바키아의 여성 정치인이다. 2010년 7월부터 2012년까지 총리로 재직하였다.
브라티슬라바에서 태어났다. 코멘스키 대학교에서 사회학을 전공한 후 학계에서 활동했다. 영국 옥스퍼드 대학교에서 연구활동을 한 후 1991년 체코슬로바키아로 돌아와 슬로바키아 최초의 비정부기구(NGO) 중 하나를 창설해 2005년까지 활동했다. 1990년 체코슬로바키아 분리 전 정당에 가입한 것으로 정치활동을 시작했다. 본격적으로는 2005년 미쿨라시 주린다의 중도 우파 정권 시절 입각하는 것으로 본격적으로 정치인으로 활동하기 시작했다. 2006년 슬로바키아 민주기독연맹 - 민주당(SDKÚ-DS)이 총선에서 패해 그도 장관직을 잃었으나, 그는 국회의원에 당선되었다. 2009년 대통령 선거에서 SDKÚ-DS 후보로 선출되었고, 동시에 우파 다른 정당들의 지지를 받아 출마하여 1차 투표에서 이반 가슈파로비치 대통령에 이어 2위를 기록하여 2차 투표에 진출했으나 가슈파로비치에게 패해 당선되지 못했다. 2010년 총선의 SDKÚ-DS 대표로 지명되었고, 6월 12일 총선에서 31석을 얻어 여당인 스메르당에 이어 두 번째로 많은 의석을 확보했다. 그러나 다른 정당들과 연정을 구성하여 중도 좌파의 여당 대신 새 정부를 구성, 7월 8일 슬로바키아 최초의 여성 총리가 되었다. 그러나 그녀의 내각은 5개의 정당들이 연합한 연립정부였기 때문에 내각 내부에서 많은 이견들이 있어서 그녀의 총리직 수행은 순탄하지 않았다. 2011년 11월에 유로존 국가들에 대한 유럽안전기금 의회 비준 투표가 열렸는데 그녀의 연립여당 내부의 최대 파트너였던 SaS가 유럽안전기금 비준을 거부해서 1차투표에서 부결되었다. 그래서 중도좌파 야당인 Smer-SD의 당수 로베르트 피초 전 총리에게 그녀의 정부와 의회를 바로 해산하고 2012년 3월 11일에 조기총선을 실시하는 조건으로 유럽안전기금 비준안 통과 협조를 얻어냈다. 그래서 곧바로 열린 재투표에서 유럽안전기금 비준안을 통과시키고 곧바로 의회를 해산하였다. 그리고 2012년 3월 11일에 열린 조기총선에서 그녀의 정당 SDKÚ-DS는 의회 진출선인 5%를 겨우 넘긴 6.09%를 얻어서 전체 의회 의석 150석 중에 11석만 얻는 대참패를 당하고, 의회 과반인 83석을 얻은 중도좌파 야당 Smer-SD의 로베르트 피초에게 4월 4일에 총리직을 넘기고, 정계은퇴를 선언하였다.

## 역대 선거 결과
| 선거명      | 직책명              | 대수 | 정당                             | 1차 득표율 | 1차 득표수 | 2차 득표율 | 2차 득표수 | 결과 | 당락 |
| ----------- | ------------------- | ---- | -------------------------------- | ---------- | ---------- | ---------- | ---------- | ---- | ---- |
| 2009년 선거 | 슬로바키아의 대통령 | 3대  | 슬로바키아 민주기독교연합-민주당 | 38.05%     | 713,735표  | 44.47%     | 988,808표  | 2위  | 낙선 |